# Lukas Bauer (Volleyballspieler)
Lukas Bauer (* 25. Februar 1989 in Schwandorf) ist ein deutscher Volleyball-Nationalspieler.

## Karriere
Lukas Bauer begann seine Karriere in der Oberpfälzer Heimat beim 1. FC Rieden. Anschließend spielte er in der Jugend-Mannschaft des VC Hirschau und im Internatsprojekt bei VC Olympia Kempfenhausen. Mit der Junioren-Nationalmannschaft nahm er an der Europameisterschaft 2008 teil und belegte den zweiten Platz. In der Saison 2008/09 spielte er in der Bundesliga-Mannschaft des SG Eschenbacher Eltmann. 2008 debütierte er mit 19 Jahren in der A-Nationalmannschaft. Seit 2009 spielt Lukas Bauer beim VfB Friedrichshafen und wurde gleich in seiner ersten Saison Deutscher Meister. 2011 erlitt Lukas Bauer eine Schienbeinfraktur, sodass die Saison für ihn vorzeitig beendet war. Im Sommer 2011 wechselte er in die französische Liga A zu Spacer’s Toulouse, 2012 zum südfranzösischen Klub Arago de Sète und 2014 zu Saint-Nazaire Volley-Ball Atlantique. 2015 kehrte Bauer zurück in die deutsche Bundesliga zum Aufsteiger United Volleys Rhein-Main. Im Jahr 2018 wechselte er zum Ligakonkurrenten TSV Herrsching. Im Juni 2019 beendete Bauer nach abgeschlossenem Studium seine Karriere beim TSV Herrsching.